# Synagoga v Bučovicích
Synagoga v Bučovicích byla židovská modlitebna ve městě Bučovice v okrese Vyškov na jižní Moravě.

## Historie
Postavena byla roku 1853 ve zdejším židovském ghettu v novorománském slohu, na místě starší a stavebně nevyhovující synagogy na stejném pozemku. 
Následkem tragických událostí druhé světové války a tzv. holokaustu pak došlo k razantnímu zmenšení zdejší židovské obce a budova pak přestala být využívána k náboženským účelům: mj. sloužila jako hasičská zbrojnice. Její demolice proběhla v roce 1966, na pozemku byly pak v dalších letech vystavěny bytové domy.